# Tomislav Barbarić
Pour les articles homonymes, voir Barbarić.
Tomislav Barbarić, né le 29 mars 1989 à Zagreb en Yougoslavie, est un footballeur croate. Il évolue actuellement au NK Rudeš au poste de défenseur central.

## Biographie

### En club
Tomislav Barbarić dispute huit matchs en Ligue des champions et dix matchs en Ligue Europa.

### En équipe nationale
Tomislav Barbarić est sélectionné dans toutes les catégories de jeunes. Il reçoit notamment six sélections avec les espoirs.

## Palmarès
- Champion de Croatie en 2008, 2009, 2010 et 2011 avec le Dinamo Zagreb
- Vainqueur de la Coupe de Croatie en 2011 avec le Dinamo Zagreb
- Vainqueur de la Supercoupe de Croatie en 2010 avec le Dinamo Zagreb